# Laçınqaya Dağı
Laçınqaya Dağı är ett berg i Azerbajdzjan.   Det ligger i distriktet Oğuz Rayonu, i den centrala delen av landet, 220 km väster om huvudstaden Baku. Toppen på Laçınqaya Dağı är 1 873 meter över havet, eller 35 meter över den omgivande terrängen. Bredden vid basen är 0,56 km.
Terrängen runt Laçınqaya Dağı är huvudsakligen bergig, men söderut är den kuperad. Närmaste större samhälle är Oğuz, 6,8 km söder om Laçınqaya Dağı. 
I omgivningarna runt Laçınqaya Dağı växer i huvudsak lövfällande lövskog. Runt Laçınqaya Dağı är det ganska glesbefolkat, med 34 invånare per kvadratkilometer.